# Roger Roberts (baron Roberts de Llandudno)
Pour les articles homonymes, voir Roger Roberts et Roberts.
John Roger Roberts, baron Roberts de Llandudno (né le 23 octobre 1935), est un homme politique libéral démocrate gallois, un pasteur méthodiste et un pair à vie. Il est pendant de nombreuses années président des libéraux gallois, et plus tard, des libéraux démocrates gallois.

## Biographie
Il fait ses études à la John Bright Grammar School à Llandudno, à l'Université de Bangor et au Handsworth Methodist College, Birmingham.
En 1957, il devient pasteur méthodiste et est le surintendant de la paroisse méthodiste à Llandudno pendant vingt ans avant de servir comme pasteur à l'Église Dewi Sant (Welsh United), à Toronto. Il est un pasteur surnuméraire actif dans le nord du Pays de Galles.
Il est conseiller et chef des libéraux démocrates au conseil d'arrondissement d'Aberconwy pendant un certain nombre d'années, et s'est présenté cinq fois comme candidat au siège parlementaire de Conwy. Il manque de peu d'être élu les deux dernières fois où il s'est présenté, d'abord près de battre les conservateurs, avec seulement une marge de 995 voix aux élections générales de 1997.
Le 15 juin 2004, Roberts est créé pair à vie en tant que baron Roberts de Llandudno, de Llandudno dans le comté de Gwynedd. Ancien whip et porte-parole du développement international, il est désormais porte-parole pour l'engagement démocratique des jeunes, le chômage, l'asile, la migration et des affaires galloises pour les libéraux démocrates à la Chambre des lords.
Roberts est actuellement président de Wales International, président honoraire de Bite The Ballot, Liberal Democrats for Seekers of Sanctuary (LD4SOS) et Friends of Barka UK et est également vice-président de Llangollen International Music Eisteddfod.
Il est veuf et père de trois enfants et vit à Llandudno dans la péninsule de Creuddyn, au nord du Pays de Galles. Son fils, Gareth Roberts, se présente au même siège pour les libéraux démocrates en 2005. Ses deux filles, Rhian Roberts et Sian Roberts, travaillent respectivement pour la BBC et les services de réforme électorale.